# Steinpötzig
Steinpötzig ist eine Wüstung auf dem Gemeindegebiet von Gesees im oberfränkischen Landkreis Bayreuth in Bayern.
Steinpötzig wurde in der ersten Hälfte des 19. Jahrhunderts auf dem Gemeindegebiet von Forkendorf gegründet. Die Einöde befand sich auf einer Höhe von 413 m ü. NHN 0,5 km nordöstlich von Forkendorf. 1861 lebten zwei Einwohner auf dem Anwesen. Sie waren nach St. Marien (Gesees) gepfarrt. In den späteren amtlichen Ortsverzeichnissen wurde der Ort nicht mehr aufgelistet. Auf einer topographischen Karte von 1937 wurde der Ort letztmals verzeichnet.